# Sybra arator
Sybra arator es una especie de escarabajo del género Sybra, familia Cerambycidae. Fue descrita científicamente por Pascoe en 1865.
Habita en Malasia y Singapur. Mide 11,25 mm.